# 42929 Francini
42929 Francini este un asteroid din centura principală de asteroizi.

## Descriere
42929 Francini este un asteroid din centura principală de asteroizi. A fost descoperit pe 8 octombrie 1999 la San Marcello Pistoiese de Luciano Tesi și Giuseppe Forti. Asteroidul prezintă o orbită caracterizată de o semiaxă mare de 2,39 ua, o excentricitate de 0,21 și o înclinație de 1,9° în raport cu ecliptica.